# Leonardo Nascimento de Araújo
Leonardo Nascimento de Araújo, känd som Leonardo, född 5 september 1969 i Niterói, är en brasiliansk fotbollstränare och tidigare fotbollsspelare. Han var med i Brasiliens vinnande lag i världsmästerskapet i fotboll 1994 och spelade också i AC Milan.
Leonardo var tränare för AC Milan från 2009 till 2010. Leonardo blev tränare för Inter under säsongen 2010/2011, då han tog över efter den sparkade tränaren Rafael Benítez. Han ledde laget till seger i italienska cupen, vilket var hans första tävlingsseger som tränare, men fick sluta efter säsongen.

## Klubbar

### Som spelare
- Flamengo (1987–1990)
- São Paulo (1990–1991)
- Valencia (1991–1993)
- São Paulo (1993–1994)
- Kashima Antlers (1994–1996)
- Paris Saint-Germain (1996–1997)
- AC Milan (1997–2001)
- São Paulo (2001)
- Flamengo (2002)
- AC Milan (2002–2003)

### Som tränare
- AC Milan (2009–2010)
- Inter (2010–2011)
- Antalyaspor (2017–)